# Gröningen (Satteldorf)
Gröningen ist seit dem 1. Januar 1974 ein Ortsteil der Gemeinde Satteldorf im Landkreis Schwäbisch Hall in Baden-Württemberg.
Zu Gröningen gehören die Ortsteile Bölgental, Bronnholzheim, Helmshofen, Schleehardshof, Triftshausen, Hammerschmiede und Kernmühle. Urkundlich erscheint Gröningen erstmals im 8. Jahrhundert; es ist damit wohl der älteste der Ortsteile der Gesamtgemeinde Satteldorf.  Vermutlich wurde es bereits von den Alemannen gegründet. Die St.-Kilian-Kirche in Gröningen ist eine der ältesten Kirchen der Gegend.

## Schloss
Das Gröninger Schloss, ein vierstöckiger Renaissancebau, wurde in den Jahren 1611 bis 1627 von Hans Philipp von Crailsheim und seiner Frau Margarethe von Berlichingen erbaut, blieb aber zumeist unbewohnt, bis es gegen Ende des 18. Jahrhunderts durch Erbschaft an die Herren von Seckendorff überging. Diese Adelsgeschlechter waren Mitglied im Fränkischen Ritterkreis. Unter diesen bestand in Gröningen eine Hofhaltung mit Kutscher, Kammerdiener, Kammerjungfer, Gärtner und Jäger. 1865 wurde das Schloss an einen Kaufmann und Wirt verkauft, der 1866 darin einen Krämerladen mit Gastwirtschaft einrichtete. Trotz mehrfacher Besitzwechsel blieb es bis heute grundsätzlich bei dieser Nutzung, und noch heute befinden sich im Schloss eine Gaststätte mit Biergarten und Geschäftsräume. Das Schloss selbst kann nicht besichtigt werden, da es teilweise bewohnt ist.

## Hammerschmiede
Die Hammerschmiede im Gronachtal ist ein Beispiel für den Übergang von der handwerklichen zur industriellen Fertigung von Schmiedeprodukten. Sie wurde im Jahr 1804 erbaut und danach verschiedentlich erweitert. Nach gründlicher Restaurierung wurde sie 1982 der Öffentlichkeit als technisches Kulturdenkmal zugänglich gemacht. Seitdem wurde auf dem Gelände zusätzlich eine Ölmühle mit Dampfmaschinenbetrieb errichtet.

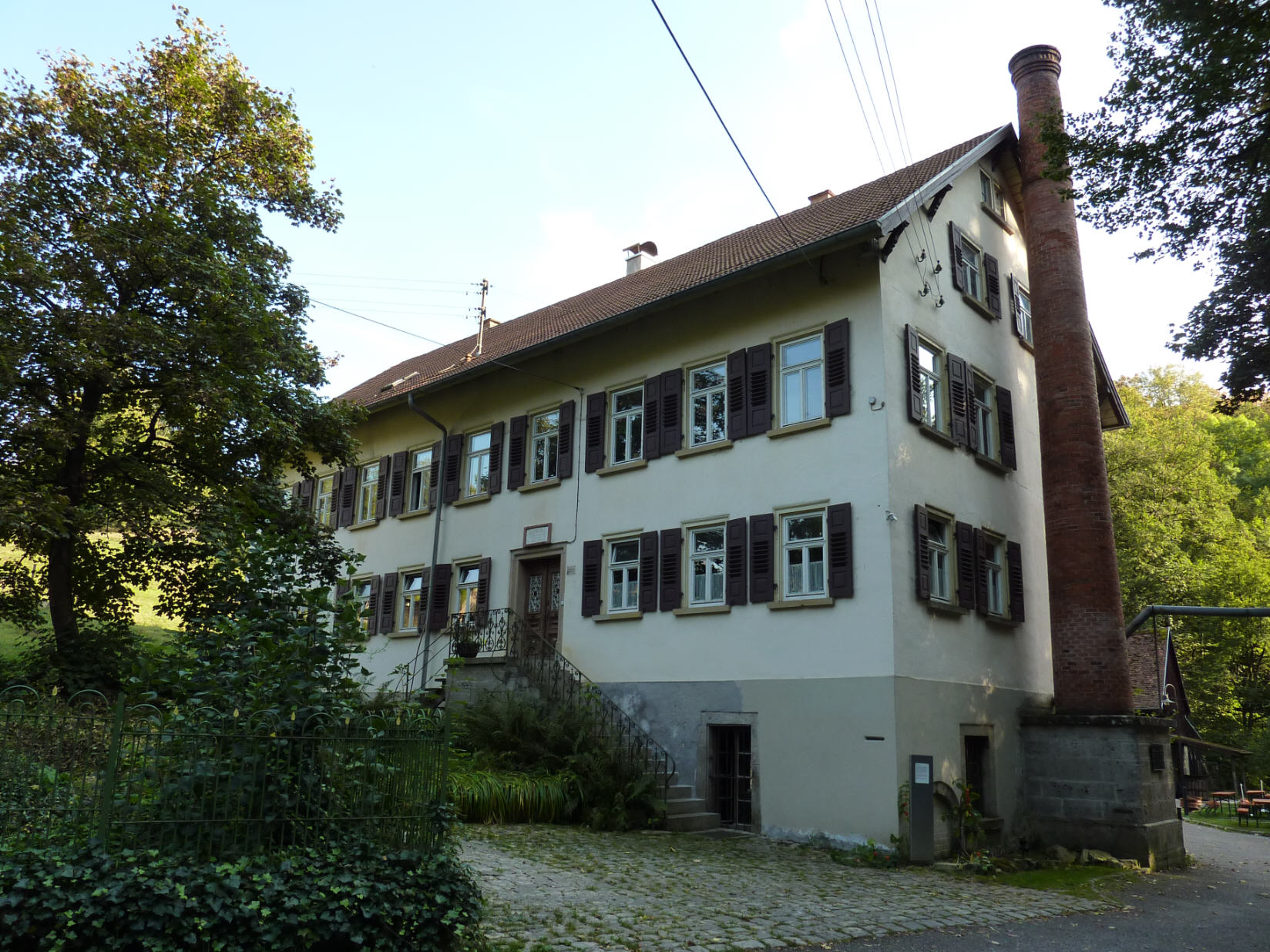
Hauptbau der Hammerschmiede
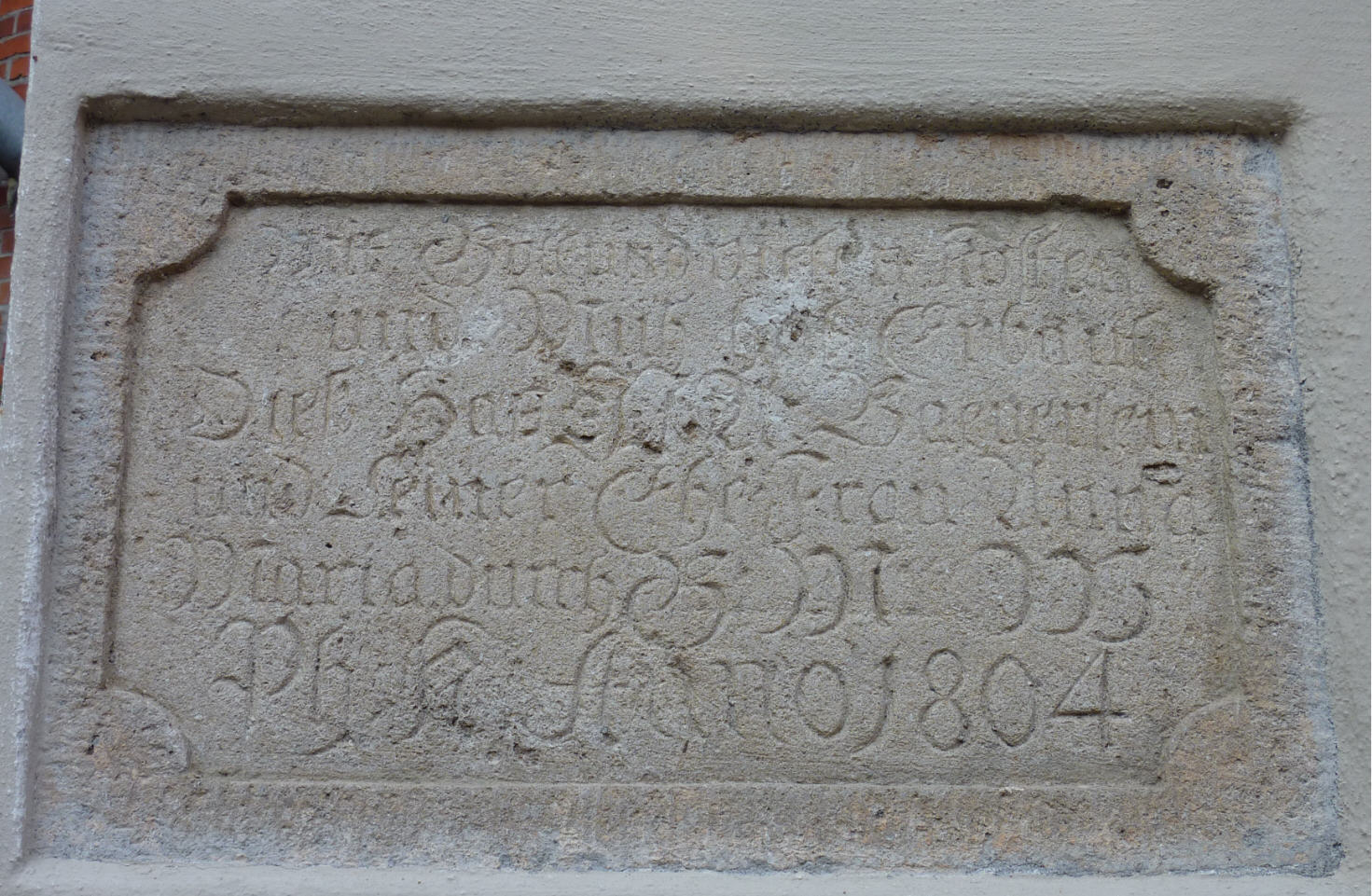
Inschrift am Hauptbau
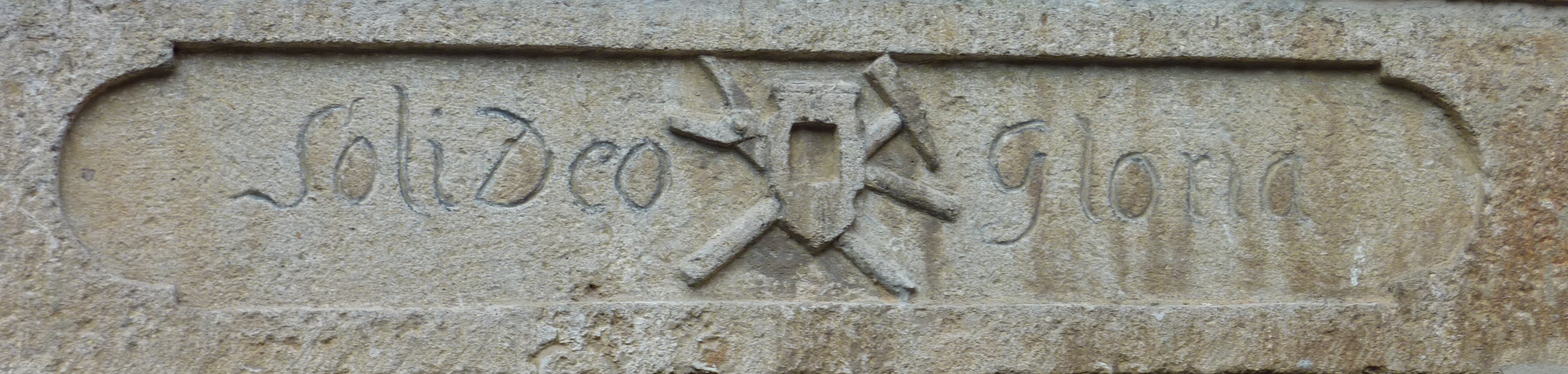
Inschrift am Hauptbau
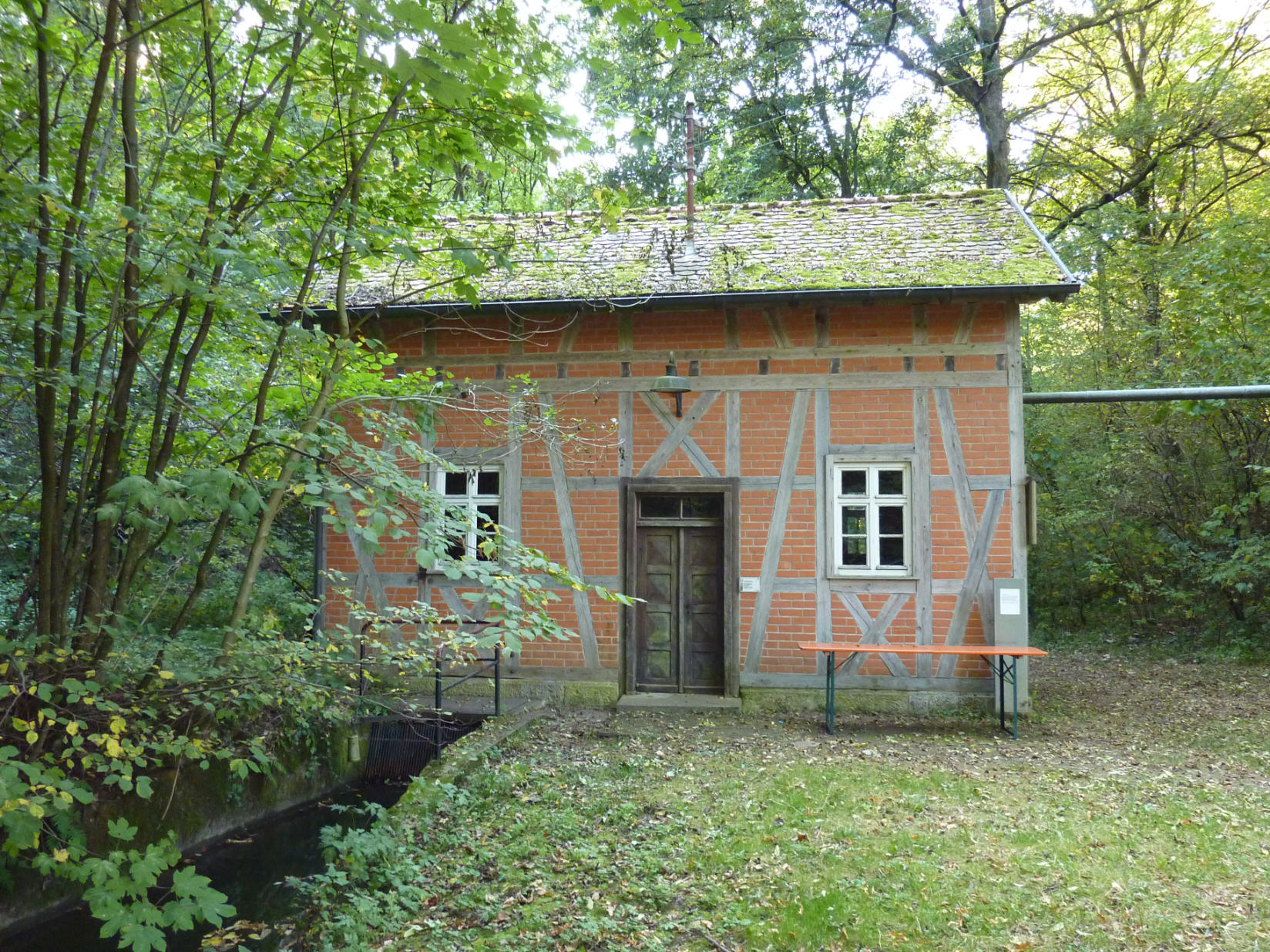
Turbinenhaus

## Weitere Sehenswürdigkeiten
Weitere Sehenswürdigkeiten sind die ungefähr 20 m hohe und 10 m lange Anhäuser Mauer, einziges Überbleibsel des ehemaligen Klosters Anhausen, das alte Brauereigebäude mit Brauereigasthof im Ortskern von Gröningen und die Mühlenwüstung Heinzenmühle. Im Ortsteil Ellrichshausen besteht ein privat betriebenes Oldtimermuseum mit Personenwagen, Motorrädern und Rollern aus den 1950er Jahren.